# 터치 (2012년 영화)
"터치"는 2012년에 개봉한 대한민국의 영화이며 당초 <천국의 향기>란 제목으로 2009년 개봉될 예정이었지만  크랭크인이 일곱 번이나 무산된 끝에 뒷날 해당 제목으로 변경한 한편 새로운 내용으로 바꿨다.

## 캐스팅
- 유준상 : 박동식 역
- 김지영 : 이수원 역
- 김지영 : 박주미 역
- 윤다경 : 은아 역
- 이승연 : 정원엄마 역
- 장정원 : 정원 역
- 김기승 : 채빈아빠 역
- 채빈 : 채빈 역
- 성열석 : 팀장 역
- 백수련 : 할머니 역
- 이남희 : 원무과장 역
- 한재영 : 김 경장 역
- 이주빈 : 응급실간호사 1 역

## 수상
- 2013년 제2회 마리끌레르 영화제 특별상